# ISCTE - Instituto Universitario de Lisboa

El Instituto Superior de Ciências do Trabalho e da Empresa-Instituto Universitário de Lisboa (en Castellano ISCTE - Instituto Universitario de Lisboa), en Lisboa, es una universidad pública portuguesa (con el estatus particular de Instituto Universitario).

## Departamentos
El ISCTE-IUL ofrece todos los niveles de grados académicos en Antropología, Arquitectura, Ciencia Política, Economía,  Informática, Telecomunicaciones, Ingeniería, Finanzas, Empresariales, Gestión, Recursos Humanos, Ingeniería industrial, Marketing, Sociología, Historia, Psicología y otros estudios como Planificación urbanística y Estudios africanos. 

## Historia
El ISCTE-IUL fue creado en Lisboa por el Decreto Ley nº 522/72, del 15 de diciembre de 1972, como primer paso de una nueva e innovadora universidad en Lisboa. Debido a la Revolución de los Claveles de 1974, esta primera facultad del proyecto universitario inconcluso, se mantuvo sólo como un instituto universitario. Actualmente se denomina ISCTE - Instituto Universitário de Lisboa, un paso intermedio antes de convertirse, si se mantienen los planes en la Universidade Metropolitana de Lisboa.